# Vereniging onder de zinspreuk Moed, Beleid en Trouw
De weduwen en wezen van de ridders in de Militaire Willems-Orde ontvingen tot na de Tweede Wereldoorlog geen uitkering. In 1890 vestigde Charles Boissevain, de hoofdredacteur van het Algemeen Handelsblad, in zijn krant de aandacht op een schrijnend geval: hij vroeg om steun voor een weduwe en haar kinderen.
Van de in 1885 opgerichte Vereeniging de Militaire Willems-Orde was niets terechtgekomen maar nu een invloedrijk man als Boissevain zich daarvoor inspande bleek opeens veel mogelijk. Op initiatief van Viceadmiraal Jhr. F. de Casembroot werd op 30 april 1890 in de Haagse Trèveszaal de Vereeniging onder de zinspreuk Moed, Beleid en Trouw opgericht.
De vereniging vestigde zich in Amsterdam en haar statuten werden op 17 juli 1890 bij Koninklijk Besluit goedgekeurd. Koning Willem III der Nederlanden was de eerste beschermheer van de vereniging.
Er kwamen afdelingen in Nederland en in Nederlands-Indië maar de vereniging had, zo schrijft van Zelm van Eldik, een "toch wat Haagse tint" omdat de bestuursleden in de residentie woonden.
In 1930 vierde de vereniging haar 40-jarig bestaan maar sinds 1922 werd zij overvleugeld door de meer op Amsterdam gerichte Bond van ridders in de Militaire Willems-Orde beneden de rang van officier.

## Jaarvergadering 1939
Eind 1939 hield de Vereniging onder de zinspreuk Moed, Beleid en Trouw in het gebouw Diligentia te Den Haag haar algemene jaarlijkse vergadering, welke werd geleid door de waarnemend voorzitter gepensioneerd luitenant-generaal H.R. Mac Gillavry Herdacht werden de in dat jaar overleden bestuursleden van de vereniging gepensioneerd generaal C.J.Snijders, voorzitter en gepensioneerd kolonel G. Engelberts, ondervoorzitter. In de hierdoor ontstane vacatures werden gekozen tot voorzitter de gep. Luitenant-generaal C.H. van Rietschoten, oud commandant van het KNIL, en tot ondervoorzitter gep. Kolonel P. D. A. Frankamp. Verder werd tot lid van het hoofdbestuur benoemd gep. luitenant-generaal H. C. ter Beek, adjudant i.b.d. van H.M. de Koningin. Blijkens het jaarverslag 1938 genoten aan het einde van het verslagjaar hier te lande onderstand: 4 ridders der militaire Willemsorde, 11 weduwen en 5 dochters van de ridders der M.W.0.. benevens een eervol vermeld Oost-Indisch militair. In Nederlands-Indië genoten een 17 tal weduwen van leiders der M.W.O. onderstand.